# 王樹翰

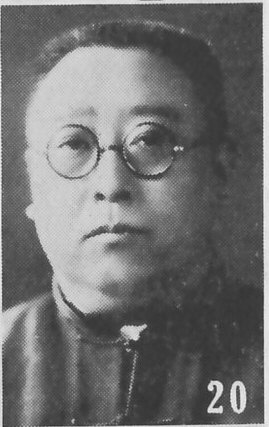
《最新支那要人传》中的王樹翰

王樹翰（1882年—1955年）字維宙，又字惕庵，遼寧省瀋陽市人，中华民国政治人物。

## 生平

### 清朝任职
王樹翰的祖父因为开商店，家境稍富裕，光绪十六年（1890年）送王樹翰入学。光绪二十年（1894年），祖父为王樹翰出资损官，府审通过后上报清廷，王樹翰“得知府衔以附生资格行走”。实际上王樹翰仅以廪生资格待职，没有廪膳（附生没有饭费）。光绪二十六年（1900年），在奉天府衙署内为笔生。光绪二十八年（1902年），王樹翰任职奉天府巡防营统领部，后保升府经历。光绪三十一年（1905年），升任奉天府衙门机要科长。
1908年，任奉天軍械製造廠廠長。光绪三十一年八月清朝废科举之后，在北京成立吏部学治馆，培养官吏推行新政。宣统元年（1909年），王樹翰循资（按资格）考入吏部学治馆学习。宣统二年（1910年），卒业返回奉天，任奉天清理财政局科员，兼任奉天被服廠副廠長。不久，清理财政局并入度支司，王樹翰升任奉天度支司科長。

### 民国官员
中华民国成立後，东三省总督兼巡抚改为东三省都督，王樹翰任都督府秘書，兼任度支司岁入科科长。1912年末，加入共和俱进会（会长齐耀琳），任评议部员，是共和俱进会奉天分会的骨干，因为事务繁忙而辞去度支司岁入科科长兼职。1913年1月，任奉天省南路觀察使。1914年2月，兼任奉天营口交渉員。1914年3月，任遼瀋道道尹。1915年3月，署理吉林濱江道道尹。後来出任吉林省清丈局局長。1916年4月，代理奉天巡按使。1916年5月，任奉天省財政廳廳長，任至1917年9月。任内因和张作霖发生矛盾，乃在1917年请辞，张作霖在1917年5月批准其病假两个月，奉天省财政厅政务暂委王永江代理。同时，王樹翰辞去兼任的烟酒专卖局长职务。
1917年12月，王樹翰调往黑龙江省，任龙江道道尹。1919年，吉林督军孟恩远起兵抗奉。1919年7月，张作霖派鲍贵卿转任吉林督军取代之，以亲信第27师师长孙烈臣接替鲍贵卿任黑龙江督军兼任省长，并助鲍贵卿进军讨伐孟恩远。在鲍贵卿和孫烈臣交接前，王樹翰暫時護理黑龙江督軍兼省長。1920年，王樹翰出任黑龙江省財政廳廳長。
1921年5月，孫烈臣调任吉林督軍，王樹翰随其到吉林，任吉林省財政廳廳長。1921年7月，任吉林省政務廳廳長兼官銀號監理。1922年11月，任吉林督軍署秘書長。
1922年12月18日，王樹翰为吉林督军署秘书长兼高等顾问、代理吉林省长。民国14年（1925年）2月，朱庆澜辞去东省特别区行政长官职，由王樹翰兼代，后因政务繁杂，不久辞去东省特别区行政长官职。
1924年4月，吉林督軍兼省长孫烈臣病逝，张作相接任吉林督軍兼省长。张作相上任后，仍然委王树翰代理省长。王樹翰任代理吉林省长一直到1926年。王樹翰先后兼代吉林省长三年多，促进了吉林省各项事业特别是文化教育的发展，扶助少数民族子弟上学，使蒙旗子弟得补助费入学。王樹翰设大学预科班、工科学科专科班，为日后张作相创办吉林大学奠定了基础。王樹翰还重视图书馆建设，为吉林省城图书馆捐款购书。他还督促吉林各地修地方志。此外，还下令修筑吉林省官道，议修吉海铁路，以和王永江倡修的奉海铁路（奉天北关至海龙朝阳镇）连接。在滨江市设置电灯、电车工程中，王樹翰鉴于美商不依照合同开工，遂于1923年设滨江市电业公司，改派章启槐任总办，重审工程，以延误工程为理由，向美商提出废止合同，另同德商某公司签合同。整个工程仅用吉大洋240万元，节省500多万元。
民国15年（1926年）春，王樹翰患眼疾，又逢母丧，乃再度提出辞呈。张作霖、张作相（1924年接替病逝的孙烈臣为吉林督军）慰留未果，批假两个月养病发丧。同年3月，王樹翰扶灵赴奉天安葬后，归长春休养。吉林省城各法团拟联衔挽留王樹翰，乃电张作霖、张作相促王樹翰速回吉林任所，并联袂到长春恭迎王樹翰。当时张作相正在锦州为庶母治丧，派督署参谋长熙洽作为代表到长春慰留。同年5月2日，张作相自奉天返任，途经长春时亲自拜访王樹翰慰留未果，乃于当日返任，又在5月11日任命吉林政务厅长郑重祺代理吉林省长。王樹翰到大连住院治疗康复，同年8月回到奉天南关，后来迁居奉天商埠地。

### 少帅谋臣
民国17年（1928年）张作霖在皇姑屯事件中被炸死，其子张学良继任，王樹翰被任命为东三省保安司令部秘书长。同年7月19日，东北临时保安委员会成立，王樹翰为17位委员之一。同年7月1日，张学良派王樹翰等四人入山海关赴北平，同蒋介石、冯玉祥、李宗仁等人商谈东北易帜问题。同年12月28日，张学良将12月29日东北易帜事宜电呈国民政府，国民政府于12月28日举行会议，批准东北政务委员会名单，张学良任主任委员，王樹翰为15位委员之一。同年12月下旬，东三省道路委员会成立，于珍任执行委员长，王樹翰为11位委员之一。同年12月29日，东北易帜。此后，南京国民政府任命张学良为东北边防军司令长官，王樹翰任东北边防军司令部长官公署秘书厅厅长，位列郑谦之后。
民国18年（1929年）1月10日，张学良杀害杨宇霆、常荫槐。张学良在《张学良口述实录——张学良世纪传奇（上）》中回忆道：“杀杨、常，事前我只与王树翰商量过。我说我要放炮，他说万万不可。”1月11日上午，召开东北保安委员会会议讨论此次事件的善后事宜，王树翰出席。

### 中东路事件
民国18年（1929年）7月10日，中东路事件发生，张学良电告南京国民政府，未得要领。王树翰认为以东北地方的力量无力对苏联发动全面战争。大家商议后，采纳了王树翰的建议，派滨江道尹兼哈尔滨交涉员蔡运升为东北地方当局代表，同苏联谈判，并且由政务委员会拟定方案，呈请南京国民政府批准，交给蔡运升到满洲里与苏联方面谈。事将成，蒋介石责以东北地区派员交涉为越俎代庖，即便谈判达成协议，南京国民政府也将不予承认。张学良商东北政务委员会多数委员，决定服从南京国民政府，乃电蔡运升中止同苏联谈判。王树翰见已无法阻止，便不再多言，但为拟办法监视苏联籍人员，于1929年8月12日致函辽宁省政府。
在南京国民政府指使下，张学良强行收回中东铁路路权，决定对苏联武装越境挑衅予以还击。张作相反对，张学良除请人劝说张作相外，又约请王树翰、王树常、邹作华、刘翼飞4人开会研究。王树翰等人极力劝阻出击，但张学良不听。中俄在1929年11月全线爆发武装冲突，中国在东西两线均惨败。王树翰乃提出由东北地方自决。恰逢蔡运升南来请命，王树翰认为应派蔡运升同苏联谈判。东北政务委员会委员中，惟有袁金铠敢于支持谈判。东北政务委员会遂议决授权蔡运升至苏联会谈。蔡运升与苏联代表达成《伯力会议议定书》，不待请示便签字，双方停战。事后南京国民政府责备蔡运升不经请示擅自签字，未承认该议定书。

### 九一八事变
民国19年（1930年）4月，中原大战爆发，各方争相拉拢张学良，阎锡山提出阎奉合作倒蒋。为此，张学良派王树翰赴山西，申明东北所持的中立态度。民国19年（1930年）6月，张学良在沈阳召开东北军政高级要员会议，与会者有三种意见，其中以王树翰为代表的一派主张与石家庄的反蒋方面合作。张学良乃坐视观变，但实际上张学良在北戴河期间便已决定出兵山海关内武装调停，支持蒋介石。这次会议仅是听部下意见，以巩固决心。
1930年12月，王樹翰任国民政府委员、中国国民党中央政治会議委員。民国20年（1931年）4月19日，张学良在北平成立陆海空军副司令行营，王树翰任秘书长。同年6月，任国民政府文官長。
1931年7月2日，日本制造万宝山事件，东北当局应对乏力，王树翰十分忧虑，认为应采取忍让而灵活的态度。在致东北政务委员会及张作相的电报中，王树翰表示，对万宝山事件如无损中国主权，便应了解，不能和南京国民政府一样唱高调。王树翰建议张学良派人到南京请命，要求国民政府通过外交途径交涉，但张学良听信亲美派之言，相信可依靠国际联盟牵制日本，乃未听王树翰的意见。同年9月18日夜发生九一八事变。当夜王树翰在北平铁狮子胡同32号（借王正廷的房屋）收到东北军参谋长荣臻告急电，当即会同住在对面孙中山行馆的国府要员顾维钧到张学良住处商量对策。张学良感到与日军实力相差悬殊，乃下令撒退。

### 寓居天津
民国21年（1932年），王树翰任国民政府軍事委員会北平分会秘書長、1933年5月，任行政院政務整理委員会政務处处長。
民国22年（1933年）3月，日军占领热河省，张学良下野出国考察。王树翰隐居天津。1933年，王树翰倡议在河北路217号董公馆（董士恩公馆）成立奉系董家俱乐部，成员包括王树翰、董士恩、王树常、张作相、潘复、鲍贵卿、龚心湛、佟兆元、吴景濂、章士钊等已退隐的奉系及北洋军政要员。1933年至1945年，奉系董家俱乐部为了团结奉系将领及北洋经济巨头起过一定作用。
民国23年（1934年）初，张学良回国，被蒋介石委以剿共任务，幕中多为新人，未召回王树翰。王树翰仍留居天津。
满洲国康德二年（1935年），王树翰回沈阳大洼桑梓省亲、扫墓、祭祖，并措置房地债事。张作相和他同行，停留沈阳数日后返回天津。1935年11月，王树翰当选中国国民党第五届中央監察委員。
1936年12月12日西安事变发生后，南京方面派人到天津，企图利用王树翰在东北军的影响，强迫王树翰在各报声明指责张学良“兵谏”是以下犯上、“劫持统帅”，被王树翰拒绝。王树翰、刘尚清、张作相等人仅以旅津名流的名义，在12月14日电告张学良释放蒋介石，文中称：“此绥局初定，国际地位稍见增高，举国热烈拥护领袖，即世界和平民族，亦盼我团结图存，似此猝然兵谏，自行分裂，内为国人所共弃，外为友邦所藐视，动摇国本，影响全局，自招灭亡，噬脐曷极！切望熟权利害，悬崖勒马，迅速恢复蒋公自由，私衷共济，以延国脉，谊切桑梓，难安缄默，临电涕泣，不暇择言。尚祈亮察。”全文载《大公报》，为张学良决定和平解决西安事变起到一定作用。国民政府电促王树翰赴西安面商救蒋介石之策。王树翰知道西安方面的东北军少壮派军人必然不希望他前往，乃托言如赴西安必须经山西太原，并且托阎锡山转询究竟。但王树翰尚在途中，蒋介石已在12月25日获释。王树翰遂返回天津。
西安事变和平解决后，东北军少壮派军人将王树翰视为亲蒋人士，多不能原谅。张学良被蒋介石扣在南京。东北军执行乙案东调。事前就甲案、乙案商讨时，东北人士在天津的王树翰宅邸会商，王树翰主张实行乙案，所以东北军被东调并分割。民国26年（1937年）春，王树翰到溪口面见软禁中的张学良，这是二人的最后一次见面。
民国31年（满洲国康德9年，1942年）夏，满洲国建国10周年庆典，满洲国大臣蔡运升派人来天津游说王树翰、张作相等四人参加庆典。当时，王树翰久居天津，离开吉林已十多年，也想借机重回吉林看看朋友，并探望亲家依克唐阿家。6月下旬，王树翰、张作相等一行三人回东北，途经沈阳时受到满洲国奉天省长金荣桂等日伪高级军政官员迎送和接待。王树翰、张作相等人一行抵达长春时，张景惠等七、八十人到车站迎接，一行下榻新京（长春）“大和旅馆”。次日，在日本人松本益雄的陪同下，进宫拜见皇帝溥仪，并到宫内府礼节性拜会。王树翰等人在长春和许多朋友会晤，后又回家乡沈阳大洼省亲、扫墓、祭祖。不久返回天津。

### 晚年经历
1945年8月日本投降。此后，蒋介石派熊式辉为东北行辕主任。东北行辕下设政治、经济委员会，王树翰为东北行辕政治委员会委員。后将政治、经济委员会合并为东北政务委员会，陈诚任主任委员，王树翰于1947年10月任副主任委员。但随着第二次国共内战，王树翰感到前途暗淡，乃辞职返回天津。1948年7月，获聘为总统府国策顧問。
1948年中国人民解放军占领天津前，蒋介石派飞机接王树翰、张作相，但被二人谢绝。王树翰直到天津解放，再没有出山。
中华人民共和国成立后，王树翰常游北京，为老朋友章士钊所闻，乃荐之中央文史研究馆。1953年，王树翰获聘为中央文史研究馆馆员。
得知其子王锡和在台湾被逮捕，妻佟氏（佟道尹之女）离婚，王树翰十分焦急，不省人事。1955年2月8日，王树翰在天津寓所病逝，享年74岁。安葬在北京东北义园忠四十一列十位。